# 齐侯盂

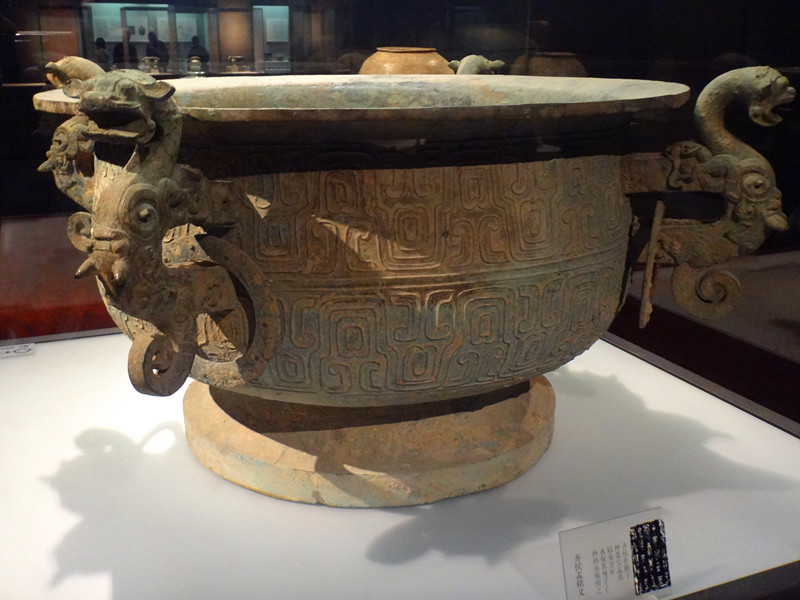
齐侯盂

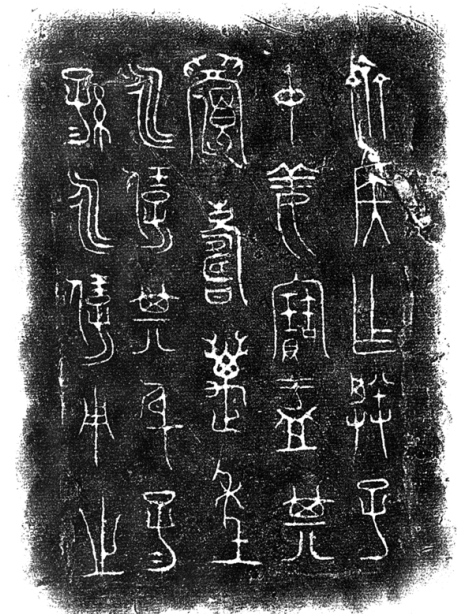
铭文拓片

齐侯盂，春秋晚期青铜器，1957年出土于河南省孟津县邙山坡，现藏于洛阳博物馆。该器高43.5厘米，口径75厘米，腹深65.5厘米。该器腹内底有铭文五行二十六字，记齐侯为其二女儿“仲姜”作此陪嫁器之事。

## 出土
齐侯盂是在1957年中国河南省洛阳市修建中州渠的时候发现的，出土于金墉城故址以西约3公里的孟津县平乐公社（今平乐镇）境内的邙山山坡的灰坑中，金墉城位于汉魏洛阳故城西北角，隋洛阳城之东15公里，是汉魏洛阳城的卫城。

## 形制铭文
齐侯盂高43.5厘米，口徑75厘米，腹深65.5厘米。斂口，侈沿，鼓腹，圈足，四獸耳銜環，器身飾兩鈕波曲紋，環飾獸體卷曲紋。
齐侯盂出土后，曾长期被放置在库房里面，直到20世纪70年代初，工作人员在清除该器上的淤泥和铜锈时，意外地在其内壁腹部处发现了刻铭，铭文共计5行26个字：“齐侯乍（作）朕（媵）子中（仲）姜宝盂，其眉寿万年，永保其身，子子孙孙永保用之”。
铭文与子仲姜相关的文物还有1870年在山西省榮河縣出土的𦅫鎛；《商周青銅器銘文暨圖像集成續編》收錄的齊侯子仲姜鬲甲乙；上海博物館收藏的子中姜盤等。

## 相关研究
馮時《春秋齐侯盂与𦅫镈铭文对读》一文将齐侯盂与清代同治庚午年（1870年）在山西省荣河县后土祠出土的𦅫镈对比分析，认为：两器铭文的书体，内容多有关联，可能是为了同一件事情同时制作的。“仲姜”名字前缀有“子”字，是女子嫁人时的称法。结合𦅫镈铭文，仲姜是𦅫的妻子，而𦅫是鮑叔牙之孫，躋仲之子。馮時还推测这组器皿作於齊昭公。張俊成论文《東周齊國銘文綜合研究》中则推断𦅫鎛作於齊孝公年间或齊昭公年间。

## 备注
1. 1 2  二十六字计入了两个重文号“᐀”